# Ceryx sphenodes
Ceryx sphenodes là một loài bướm đêm thuộc phân họ Arctiinae, họ Erebidae.